# 세비야도
세비야도(스페인어: Sevilla)는 스페인 남부에 위치한 안달루시아주의 도로 도청 소재지는 세비야이다. 말라가도, 카디스도, 우엘바도, 바다호스도, 코르도바도와 경계를 접하고 있으며 인구는 1,914,958명(2010년 기준), 면적은 14,042km2이다. 105개의 자치시로 구성되어 있으며 인구의 40%는 도청 소재지인 세비야에 거주한다.